# ドゥディ・セラ
ダヴィド・"ドゥディ"・セラ（ヘブライ語: דודי סלע, Davis "Dudi" Sela, 1985年4月4日 - ）はイスラエル・キリヤット・シュモナ出身の元男子プロテニス選手。ATPツアーではダブルスで1勝している。ATP最高ランキングはシングルス29位、ダブルス122位。身長175cm。右利き、バックハンド・ストロークは片手打ち。日本語では「デュディ・セラ」の表記も多い。

## 選手経歴

### ジュニア時代
父親がバスの運転手、母親は看護婦という家庭に生まれ、4人兄弟の末っ子として育った。彼は7歳からキリヤット・シュモナにある「イスラエル・テニスセンター」でテニスを始め、ジュニア時代には同センターの理事長を務めていたアモス・マンスドルフを専属コーチに付けていた。

### 2002年 プロ転向
シングルスで2002年全豪オープンと2002年全米オープンでそれぞれベスト8入り。そのジュニアキャリアと並行する形で2002年にプロ入り。

### 2003年 世界ジュニア9位
全仏オープンでベスト8、全米オープンはベスト4の成績を残した。ダブルスでも2002年全米オープンでミカエル・リューデシュテットと組みベスト4入り。2003年全仏オープンではジョルジ・バラージュと組み優勝を果たすなどの成績を残し、ITFジュニアランクも最高9位をマーク。早くから国際的に名の知れたトップジュニアとして活躍していた。

### 2005年 グランドスラム初出場
2005年全仏オープンで4大大会にデビュー。予選3試合を勝ち抜いた彼は、本戦1回戦で第1シードのロジャー・フェデラーに挑戦し、1-6, 4-6, 0-6のスコアで敗れた。同年9月から男子テニス国別対抗戦デビスカップイスラエル代表選手に選ばれた。

### 2007年 トップ100入り
2007年全豪オープンで2度目の4大大会本戦に出場し、マラト・サフィンとの2回戦に進出した。この年の全仏オープンとウィンブルドン選手権は予選で敗退したが、全米オープンは予選勝者としてフアン・モナコとの2回戦に勝ち進んだ。10月のジャパン・オープン・テニス選手権で準々決勝に進み、リシャール・ガスケに4-6, 1-6で敗れる。この後、セラは11月17日-25日に慶應義塾大学創立150年記念イベントとして行われた慶應チャレンジャー国際テニストーナメントに出場し、決勝で鈴木貴男を6-7, 6-4, 6-2で破って優勝した。

### 2008年 ツアー初の決勝進出
2008年9月のチャイナ・オープンで、セラはATPツアーで初めて決勝進出を果たす。この決勝戦ではアンディ・ロディックに4-6, 7-6(6), 3-6で敗れ、ツアー初優勝を逃した。

### 2009年 トップ30入り
2009年全豪オープンで初の3回戦進出を決め、前年度準優勝者のジョー＝ウィルフリード・ツォンガに4-6, 2-6, 6-1, 1-6で敗れた。全仏オープン終了後に世界トップ50入り。ウィンブルドン選手権にて、彼はイスラエルの男子選手として1989年のアモス・マンスドルフ以来20年ぶり、史上2人目となる4回戦進出を成し遂げたが、第4シードのノバク・ジョコビッチに2-6, 4-6, 1-6のストレートで完敗した。7月20日に自己最高の29位となった。イスラエルの男子テニス選手がシングルスで世界トップ30に入ったのは、シュロモ・グリックスタイン（シングルス自己最高位：22位）、アモス・マンスドルフ（同18位、当地男子の最高順位）、ハレル・レビ（同30位）に次いで史上4人目となる。

### 2014年 ツアー2度目の準優勝
2014年アトランタ・テニス選手権で6年ぶりにATPツアーの決勝に進出するも、ジョン・イズナーに3–6, 4–6で敗れた。

### 2022年 引退
2022年シーズンを最後に引退を発表した。グランドスラムでは全て予選1回戦で敗退だった。

## ATPツアー決勝進出結果

### シングルス: 2回 (0勝2敗)
| 大会グレード                            |
| グランドスラム (0-0)                    |
| ATPワールドツアー・ファイナル (0-0)     |
| ATPワールドツアー・マスターズ1000 (0-0) |
| ATPワールドツアー・500シリーズ (0-0)    |
| ATPワールドツアー・250シリーズ (0–2)    |

| サーフェス別タイトル |
| ハード (0–2)         |
| クレー (0-0)         |
| 芝 (0-0)             |
| カーペット (0-0)     |

| 結果   | No. | 決勝日        | 大会       | サーフェス | 対戦相手             | スコア           |
| ------ | --- | ------------- | ---------- | ---------- | -------------------- | ---------------- |
| 準優勝 | 1.  | 2008年9月28日 | 北京       | ハード     | アンディ・ロディック | 4–6, 7–6(6), 3–6 |
| 準優勝 | 2.  | 2014年7月27日 | アトランタ | ハード     | ジョン・イズナー     | 3–6, 4–6         |

### ダブルス: 1回 (1勝0敗)
| 大会グレード                            |
| グランドスラム (0-0)                    |
| ATPワールドツアー・ファイナル (0-0)     |
| ATPワールドツアー・マスターズ1000 (0-0) |
| ATPワールドツアー・500シリーズ (0-0)    |
| ATPワールドツアー・250シリーズ (1–0)    |

| サーフェス別タイトル |
| ハード (0–0)         |
| クレー (1-0)         |
| 芝 (0-0)             |
| カーペット (0-0)     |

| 結果 | No. | 決勝日       | 大会           | サーフェス | パートナー         | 対戦相手                                        | スコア           |
| ---- | --- | ------------ | -------------- | ---------- | ------------------ | ----------------------------------------------- | ---------------- |
| 優勝 | 1.  | 2016年5月1日 | イスタンブール | クレー     | フラビオ・チポッラ | アンドレス・モルテーニ ディエゴ・シュワルツマン | 6–3, 5–7, [10-7] |

## 成績
略語の説明
| W | F | SF | QF | #R | RR | Q# | LQ | A | Z# | PO | G | S | B | NMS | P | NH |

W=優勝, F=準優勝, SF=ベスト4, QF=ベスト8, #R=#回戦敗退, RR=ラウンドロビン敗退, Q#=予選#回戦敗退, LQ=予選敗退, A=大会不参加, Z#=デビスカップ/BJKカップ地域ゾーン, PO=デビスカップ/BJKカッププレーオフ, G=オリンピック金メダル, S=オリンピック銀メダル, B=オリンピック銅メダル, NMS=マスターズシリーズから降格, P=開催延期, NH=開催なし.
| 大会           | 2003 | 2004 | 2005 | 2006 | 2007 | 2008 | 2009 | 2010 | 2011 | 2012 | 2013 | 2014 | 2015 | 2016 | 2017 | 2018 | 通算成績 |
| -------------- | ---- | ---- | ---- | ---- | ---- | ---- | ---- | ---- | ---- | ---- | ---- | ---- | ---- | ---- | ---- | ---- | -------- |
| 全豪オープン   | A    | A    | A    | LQ   | 2R   | 2R   | 3R   | 1R   | 1R   | 1R   | 1R   | 1R   | 3R   | 3R   | 2R   | 1R   | 9–12     |
| 全仏オープン   | A    | A    | 1R   | LQ   | LQ   | 1R   | 2R   | 1R   | A    | 1R   | A    | 1R   | 2R   | 1R   | A    | 1R   | 2–9      |
| ウィンブルドン | A    | A    | LQ   | LQ   | LQ   | 1R   | 4R   | 1R   | 2R   | 1R   | LQ   | 1R   | 1R   | 1R   | 3R   | 1R   | 6–10     |
| 全米オープン   | LQ   | A    | LQ   | LQ   | 2R   | 1R   | 1R   | 2R   | 2R   | A    | 2R   | 2R   | 1R   | 1R   | 2R   | A    | 6–10     |

### 大会最高成績
| 大会                 | 成績 | 年               |
| -------------------- | ---- | ---------------- |
| ATPファイナルズ      | A    | 出場なし         |
| インディアンウェルズ | 3R   | 2010, 2018       |
| マイアミ             | 2R   | 2008             |
| モンテカルロ         | Q1   | 2009             |
| マドリード           | A    | 出場なし         |
| ローマ               | A    | 出場なし         |
| カナダ               | 1R   | 2009, 2016, 2017 |
| シンシナティ         | 1R   | 2009             |
| 上海                 | 1R   | 2009             |
| パリ                 | A    | 出場なし         |
| オリンピック         | 2R   | 2016             |
| デビスカップ         | SF   | 2009             |